# 山本亨 (俳優)
山本 亨（やまもと あきら、本名同じ、1961年2月7日 - ）は、日本の男性俳優。滋賀県出身。krei所属。

## 経歴・人物像

### 経歴
『キイハンター』の千葉真一に憧れ、高校時代にJAC（ジャパンアクションクラブ）を受験し合格するも、両親の希望もあり高校卒業と同時に上京する。1979年、JAC（ジャパンアクションクラブ）入団。当初は、吹き替え（スタント）や切られ役等が、多かったが徐々に俳優としてのフィールドを広げていく。1986年に坂東玉三郎演出『ロミオとジュリエット』に出演、その後『なよたけ』等の舞台に出演。1990年につかこうへいと出会い『幕末純情伝』再演で岡田以蔵役に抜擢され話題を呼ぶ。以降『飛龍伝'92』、『蒲田行進曲完結編 銀ちゃんが逝く』等続々と出演、つか作品の顔となる。1996年にはtptの門井と出会い、以降tptを中心に、劇団☆新感線、パルコ、阿佐ヶ谷スパイダース、Bunkamuraなど舞台俳優として多彩な活動を続けている。1997年、約20年所属したJAC（ジャパンアクションクラブ）を去り、フリーに。2008年、kreiに所属する。2013年、第1回すみだパークスタジオ演劇賞受賞。

### 人物像
照れ屋の上に、激しい人見知りがあるため、余り多くを語らないので、無口、寡黙な人と言われる。その結果、「朝劇場へ入り、終演後帰宅する迄、挨拶と台詞以外に声を発しない事がある」と噂されている。また、「無用な争いを避ける意味もあり、柔和な言葉遣いをする」（本人談）ために、酒席等の様子を“あきこさん”等と表されることも。本人曰く、かなり茶目っけのある人物らしいのだが、その様子は中々垣間見る機会がない。

## 出演
出典

### 映画
1980年代
- 忍者武芸帖 百地三太夫（1980年） - 甲賀五忍E（不知火一派の忍者） 役
- 吼えろ鉄拳（1981年） - 刑事（麻薬Gメン）役 他
- 魔界転生（1980年）
- 伊賀野カバ丸（1983年） - 藤枝亨（金玉学園の不良・空手部主将？） 役
- 里見八犬伝（1983年） - 村人 役
- 上海バンスキング（1984年） - セントルイスのバーテンダー 役
- 二代目はクリスチャン（1985年） - 金造（天竜組組員） 役
- 恐怖のヤッちゃん（1987年） - イゾウ（陣内組組員・若手英語軍団） 役
- リメインズ 美しき勇者たち（1989年） - 村人 役 他

1990年代
- ポストマン・ブルース（1997年） - 竹林和彦（刑事） 役
- アンラッキー・モンキー（1998年） - 村田組組員 松田 役

2000年 -
- MONDAY（2000年） - 花井喜一郎 役
- 髑髏城の七人 -アカドクロ- （2004年）- 関東髑髏党 斬光の邪鬼丸 役
- ジーナ・K（2005年） - たかし 役
- 恋の罪（2011年） - 上場企業の重役（買春客）
- 地獄でなぜ悪い（2013年） - 千葉義紀 役
- TOKYO TRIBE（2014年） - 政治家 役
- ハピネス（2016年）
- 泣き虫しょったんの奇跡（2018年） - 中堅棋士  役

### テレビドラマ
1979年
- メガロマン #24・25 （フジテレビ） - 黒星族の戦闘員 役 他

1980年代
- 服部半蔵 影の軍団（1980年、フジテレビ） - 忍・侍・町人 役 他
- 暴れん坊将軍I #15? （1980年、テレビ朝日） - 中間（奴） 役
- 柳生あばれ旅（1980 - 1981年、テレビ朝日） - 侍・町人 役 他
- 影の軍団 II #1 - 5,7,9 - 20,22,26 （1981 - 1982年、フジテレビ） - 甲賀組の忍者 役 他
- 太陽戦隊サンバルカン （1981 - 1982年、テレビ朝日）
- 宇宙刑事ギャバン#1 （1982年、テレビ朝日）
- 大戦隊ゴーグルファイブ（1982年、テレビ朝日）
- 柳生十兵衛あばれ旅 （1982年、テレビ朝日） - 新助（裏柳生忍者） 役
- 大奥#11・13・23・28 （1983 - 1984年、関西テレビ） - 忠長の元家臣 役 他
- 素晴らしきサーカス野郎（1984年、日本テレビ）   - サーカス団員 役
- 宇宙刑事シャイダー#3 （1984年、テレビ朝日）   - マウント星人 役
- のン姉ちゃん・200W（1985年、日本テレビ系列） - ボディーガード 役
- 徳川風雲録 御三家の野望（1986年、テレビ東京系列） - 浮寝の多三郎 （忍者） 役
- 超新星フラッシュマン#5 （1986年、テレビ朝日）
- 京都映画村ミステリー旅行（1986年、TBS） - 山村清 役
- 月曜ドラマランド『透明少女』（1986年、フジテレビ）
- 映画音楽大全集（NHK総合） - ダンサー 役 他
- ガムシャラ十勇士（1987年、日本テレビ）
- 青春夫婦物語 恋子の毎日2（1988年、TBS） - バーテンダー 役
- 土曜ワイド劇場『東海道夢見道中殺人事件』（テレビ朝日）
- 大型時代劇特別企画『坂本龍馬』（1989年、TBS） - 土佐勤王の武士 役

1990年代
- ドラマダス『散歩する霊柩車』（1990年、関西テレビ） - 広瀬友和（霊柩車の運転手） 役
- 徳川無頼帳#18 怪盗！吉原の五右衛門 （1991年、テレビ東京） - 五衛吉（二代目 石川五右衛門） 役
- 眠れない夜を数えて（1992年、TBS） - 滝田五郎（青果店の店員） 役
- 私立聖淑女学院 スキャンダル#17（1993年、フジテレビ） - 呼び込み 役
- 戦国武士の有給休暇 （1994年、NHK総合） - 野風 役
- グッドモーニング#11 （1994年、フジテレビ） - 倉田高級葬儀社 社員（？） 役
- 内田康夫ミステリー『多摩湖畔殺人事件』（1995年、フジテレビ）
- 輝く季節の中で＃5,6,7,9,11（1995年、フジテレビ） - 水橋（小学校教諭） 役
- ハートにS 第4話「すいか」 （1995年、フジテレビ）
- スキップ（1996年、NHK BS-2）

2000年 -
- 愛の劇場『温泉へ行こう4』#47（2003年、TBS） - 吉本哲郎 役
- トップセールス＃7（2008年、NHK総合） - 客 役
- 7万人探偵ニトベ「悲恋伝説の村殺人事件」#4（2009年、BS朝日） - 花婿のおじ 役
- ウェルかめ「海ガメになりたい」＃25 - 30 （2009年、NHK総合） - 船田豊（ウミガメ ラボ 黒島 職員） 役
- ルーズヴェルト・ゲーム （2014年、TBS） - 神山謙一 役
- 特集ドラマ『生きたい たすけたい』（2014年、NHK総合） - 島田分団長 役
- 平成舞祭組男＃7（2014年、日本テレビ） - 大森匠 役
- 流星ワゴン（2015年、TBS） - 竹岡 役
- DOCTORS3 最強の名医#8（2015年、テレビ朝日） - 神宮寺忠彦 役
- ブラックペアン（2018年、TBS） - 飯沼達次 役
- 半沢直樹（2020年、TBS） - 牧野治（東京中央銀行 元副頭取）役
- おかえりモネ（2021年、NHK総合）- 熊谷 役

### 舞台
1981年
- 電子戦隊デンジマンショー - デンジブルー（スーツアクター） 役
- 第1回 JAC公演
  - スタントマン物語  - JACのメンバー 役
  - 魔界転生 - 鉄砲隊役人・百姓・武士 役

1982年
- 第2回 JAC公演『ゆかいな海賊大冒険』 - ナット （海賊）・噴火の精 役

1983年
- 第3回 JAC公演『ゆかいな海賊大冒険』 - ナット （海賊）・噴火の精 役

1984年
- 第4回 JAC公演『ゆかいな海賊大冒険』  - イカロス （海賊） 役（Wキャスト：真田広之）
- 第1回 Black JAC公演『マグニチュード11』 - 車掌 役
- Black JAC公演『フェスティバル翔』
- Oh! 気分は聖xy Boy  - ボーイズ・ジミー 役

1985年
- 第5回 JAC公演『酔いどれ公爵』 - ニコール・ラブロ 役
- 第2回 Black JAC公演『青い果実のエピローグ』 - コド（小道具係） 役

1986年
- 第6回 JAC公演『We Love JAC』
- スタントマン愛の物語 - ガン（ベテラン スタントマン） 役
- 青春の出発（だびだち） - 宇宙戦士・ジゴロ・フットボール選手・ワイルドボーイ 役
- 第3回 Black JAC公演『俺っちアウトロー』
- ロミオとジュリエット - ベンヴォーリオ 役

1987年
- 第7回 JAC公演『七人の戦士』 - チャンプ 役

1988年
- 超獣戦隊ライブマンショー『出撃!!ライブロボ』 - Dr.ケンプ（スーツアクター） 役
- 第5回 Black JAC公演『マグニチュード'88 愛』 - 学生 役
- ロミオとジュリエット - ティボルト 役
- T.S. Dance Foundation『ショーUP! シャーUP! PART2』ACTI「ベクトルフレンズ」 - 川村（ピザ バイシクルの店員） 役

1990年
- なよたけ  - 小野ノ連（おののむらじ） 役
- 幕末純情伝 〜黄金マイクの謎〜 - 岡田以蔵 役
- Black JAC公演 TOKYO家族 - サラ金強盗 役
- つかこうへい事務所『飛龍伝'90 〜殺戮の秋〜』 - 第一機動隊隊長 山本アキラ 役

1991年
- Black JAC公演『俺っちアウトロー2』 - ブン次 役
- つかこうへい事務所『リング・リング・リング 〜女子プロレス純情物語〜』

1992年
- 周文社プロデュース Vol.1『心をこめて』 - 人情派の鬼の社長 役
- つかこうへい事務所『リング・リング・リング 〜女子プロレス純情物語〜』
- つかこうへい事務所『飛龍伝'92 〜ある機動隊員の愛の記録〜』 - 第一機動隊隊長 山本アキラ 役
- R.U.P『スキャンダル』

1993年
- つかこうへい事務所『熱海殺人事件 〜モンテカルロ イリュージョン '93〜』 - 速水健作刑事 役
- 松竹『天守物語』 - 播磨守家臣 小田原修理 役

1994年
- ずばぬけてさびしい あのひまわりのように
- 松竹『天守物語』 - 播磨守家臣 小田原修理 役
- つかこうへい事務所『熱海殺人事件 〜モンテカルロ イリュージョン〜』 - 速水健作刑事 役
- つかこうへい事務所『飛龍伝'94 〜いつの日か白き翼にのって〜』 - 第一機動隊隊長 山本アキラ 役
- つかこうへい事務所『蒲田行進曲 完結編 〜銀ちゃんが逝く〜』 - 若山馬之助 役

1995年
- 敗戦国の王子 フォーティンブラス 〜オリジナルスマイル〜  - 亡霊 岸川和春 役
- R.U.P『蒲田行進曲 完結編 〜銀ちゃんが逝く〜』 - 若山馬之助 役
- R.U.P『熱海殺人事件〜モンテカルロ イリュージョン〜』 - 速水健作刑事 役

1996年
- R.U.P『蒲田行進曲 完結編 〜銀ちゃんが逝く〜』 - 若山馬之助 役
- tpt Vol.14『ピアノ』 - ポルフィーリー（地主・アンナに求婚している） 役
- R.U.P『熱海殺人事件 〜モンテカルロ イリュージョン〜』 - 速水健作刑事 役

1997年
- tpt Vol.16『ピアノ』 - ポルフィーリー（地主・アンナに求婚している） 役
- tpt Vol.17『イサドラ When She Danced』 - 街の男 / 家具を運ぶ男 役
- つかこうへい事務所『蒲田行進曲 完結編 〜銀ちゃんが逝く〜』 - 若山馬之助 役

1998年
- Lunatic Fringe 〜靴のかかとの月〜 - 神山（下級兵士） 役
- R.U.P『新・幕末純情伝』 - 岡田以蔵 役
- tpt Vol.22『娘に祈りを 〜A Prayer For My Daughter〜』 - ショーン・サイモン コーン 別名:ショーン ド カーン 役
- 椿組 1998夏 花園神社野外劇『小さな水の中の果実』 - 篠田少佐 役
- つかこうへい事務所『寝盗られ宗介'98 〜徳川六代将軍・家宣の若き日の恋〜』 - ジョージ ダベンポート（名古屋・福岡） 役
- R.U.P『熱海殺人事件 〜モンテカルロ イリュージョン〜』 - 速水健作刑事 役
- ロス・タラントス －バルセロナ物語－  - フェルナンド（ソロンゴ家の長男） 役

1999年
- R.U.P『蒲田行進曲』 - 中村屋喜三郎（大阪公演） 役
- tpt Vol.27『橋からの眺め 〜A VIEW FROM THE BRIDGE〜』 - マルコ 役
- 流山児★事務所『みどりの星のおちる先』 - 黒田 投手 役
- 椿組 1999夏 花園神社野外劇『丹下左膳'99』 - チョビ安（丹下左膳） 役
- 自転車キンクリート STORE『マクベス』 - マクダフ 役

2000年
- tpt Vol.30『Long After Love』 - 詩人 役
- tpt Vol.31『Naked －裸－』 - アルフレード カンタヴァーレ（新聞記者） 役
- tpt Vol.32『地獄のオルフェ』 - ドッグ・ハンマ 役
- tpt Vol.34『蜘蛛女のキス』 - （ルイス アルベルト）モリーナ 役

2001年
- 流山児★事務所『ハイ ライフ』 - ビリー
- 椿組 2001夏 花園神社野外劇『新宿 〜路地裏の空海〜』 - 米田（ルポライター） 役
- tpt Vol.36『ガラスの動物園』 - トム（トーマス）・ウィングフィールド 役
- 自転車キンクリートSTORE『第17捕虜収容所』 - ハリー（通称：ピテカン） 役

2002年
- 新橋演舞場新春公演『嵐が丘』 - ヒンドリーアーンショウ（キャサリンの実兄） 役
- 社団法人 日本劇団協議会 法人設立10周年記念公演『天保十二年のシェイクスピア』 - 土井茂平太（清滝村の代官） 役
- tpt Vol.40『蜘蛛女のキス』 - （ルイス アルベルト）モリーナ 役
- 流山児★事務所『盟 三五大切』 - 笹野屋三五郎（実は、仙太郎） 役

2003年
- 流山児★事務所 迷宮オペラ『青ひげ公の城』 - 男優（トヨダ）/高島屋の集金人（トヨダ）
- R.U.P『センゴクプー』 - 天城嵐山（あまぎらんざん） 役
- 椿組 2003夏 花園神社野外劇『20世紀少年少女唱歌集』 - 正次（春江の夫） 役
- 自転車キンクリート STORE『人形の家』 - 平岩透（弁護士） 役
- R.U.P つかこうへいダブルス『幕末純情伝』 - 岡田以蔵 役

2004年
- tpt Vol.45『Angels in America』 - ロイ・M・コーン 役
- 劇団☆新感線『髑髏城の七人－アカドクロ－』 - 関東髑髏党 斬光の邪鬼丸 役
- 椿組 2004夏 花園神社野外劇『一天地六 〜幕末新宿遊侠伝〜』 - 鉢割れの勘六 役
- tpt Vol.47『カモの変奏曲』 - ジョージ・S・アロノヴィッツ 役
- tpt Vol.47『シカゴの性倒錯』 - ダン・シャピロ 役
- 楡の木陰の欲望 - シミアン・キャボット 役
- tpt Vol.49 the Company 1st『三人姉妹』 - アレクサンドル・イグナーチェヴィチ・ヴェルシーニン中佐 役

2005年
- R.U.P『あずみ 〜Azumi on stage〜』 - 小幡月斎（爺） 役
- tpt Vol.51『桜の園』 - エピホードフ 役
- 椿組 2005夏 花園神社野外劇『新宿ブギウギ 〜戦後闇市興亡史〜』 - 渡会文彦 役
- tpt Vol.53『アメリカン・バッファロー』 - ドニー・ダブロー（通称：ドン） 役

2006年
- 阿佐ヶ谷スパイダース『桜飛沫 〜さくらしぶき〜』 - 佐久間（惣右衛門） 役
- R.U.P『あずみ 〜Azumi Returns〜』 - 小幡月斎（爺） 役
- 椿組 2006夏 花園神社野外劇『GS近松商店』 - （中村）幸一 役
- 魔界転生 - 荒木又右衛門 役
- tpt Vol.58『黒蜥蜴』 - 原口（用心棒） 役

2007年
- tpt Vol.60『Angels in America』 - ロイ・M・コーン 役
- R.U.P ASIAN BEAT FICTION『何日君再来』 - 劉 （台湾マフィア『鬼蜘蛛』のボス） 役
- シアターコクーン・オン・レパートリー2007『ドラクル 〜GOD FEARING DRACUL〜』 - ジョン・ジョージ 役
- 劇団道学先生『デンキ島 〜白い家編〜』 - 坂本シンヤ 役

2008年
- 演劇企画集団 THE・ガジラ 20周年記念公演 第三弾『新・雨月物語』 - 熊野源十郎 役
- 明治座 NEO時代劇『HAKANA』 - 青鬼 役
- the company『1945』 - 光武弘 役
- いのうえmeetsシェイクスピア『リチャード三世』 - ウィリアム・ヘイスティングズ卿（侍従長） 役

2009年
- モダンスイマーズ『トワイライツ』 - 緒川友久 役
- R.U.P『御用牙』 - 大野木玄蕃（徒目付） 役
- ゴーチ・ブラザーズ『ヘッダ・ガブラー』 - ブラック判事 役
- 劇団☆新感線『蛮幽鬼』 - 遊日蔵人（武人頭） 役

2010年
- PROJECT NATTER Vol.2『ピロクテーテス』 - ピロクテーテス 役
- 明治座『嗚呼、田原坂』 - 野津道貫（政府軍第2旅団 参謀長） 役
- 椿組 2010夏 花園神社野外劇 椿版『天保十二年のシェイクスピア』 - 佐渡の三世次 役
- R.U.P『広島に原爆を落とす日』 - 重宗首相 役
- ポテチ - 黒澤 役

2011年
- JAPAN MEETS… ─現代劇の系譜をひもとく─ III『わが町 -Our Town-』 - サイモン・スティムソン（教会のオルガン弾き） 役
- 劇団道学先生『デンキ島 〜白い家編〜』 - 坂本 シンヤ 役
- 明治座『新説・天一坊騒動』 - 赤川大膳 役
- 椿組 2011夏 花園神社野外劇『けもの撃ち』 - 赤岩伝蔵（猟師の頭） 役
- 劇団EXILE W-IMPACT『レッド・クリフ －戦－』 - 菫卓 役
- tpt『袴垂れはどこだ』 - 男 役

2012年
- thaetre des annales 第1回公演『ヌード・マウス』 - 杜康俊（脳科学者） 役
- 明治座『GOEMON 〜孤高の戦士〜』 - 豊臣秀吉 役
- 扉座『つか版・忠臣蔵』 - 宝井其角 役
- R.U.P『新・幕末純情伝』 - 勝海舟 役
- ベッド&メイキングス『未遂の犯罪王』 - 武田ちよた丸（店長） 役

2013年
- 阿修羅のごとく - 桝川貞治（料亭の主人） 役
- 扉座『つか版・忠臣蔵〜スカイツリー篇〜 Returns』 - 宝井其角 役
- ストレンジ・フルーツ - 久良間 役
- 椿組 '13夏 花園神社野外劇『かなかぬち』
- R.U.P『飛龍伝21 殺戮の秋』 - 山本アキラ（機動隊員） 役
- 流山児★事務所 テラヤマ歌舞伎『無頼漢』 - 河内山 役

2014年
- 扉座『つか版・忠臣蔵 〜大願成就討ち入り篇〜』 - 宝井其角 役
- 椿組 '14夏 花園神社野外劇『廃墟の鯨』
- トーキョー・スラム・エンジェルス - ヤマネ 役

2015年
- 東海道四谷怪談 - 四谷左門 役
- オフィッスコットーネプロデュース『人民の敵』 - 市長 役
- 夕陽伝 - 凪大王 役

2016年
- 劇団☆新感線春興行-いのうえ歌舞伎《黒》black『乱鶯』- 小橋貞右衛門 役
- 椿組 '16夏  花園神社野外劇『贋・四谷怪談』 - 田宮伊右衛門 役
- あずみ 戦国編 - 小幡月斎 役

2017年
- デルフィニア戦記 第一章（1月） - ペールゼン 役
- ベッド&メイキングス 第5回公演『あたらしいエクスプロージョン』 - 月島右蔵 役 他
- 明後日プロデュースVol.2 芝居噺『名人長二』 - 亀甲屋幸兵衛 役
- オフィッスコットーネプロデュース『怪談 牡丹燈籠』
- PARCOプロデュース『すべての四月のために』 - 洪吉 役

2018年
- 劇団☆新感線『修羅天魔〜髑髏城の七人Season極』 - 狸穴次郎右衛門 役
- The Silver Tassie 銀杯 - シルベスター・ヒーガン 役

2019年
- 愛のレキシアター ざ・びぎにんぐ・おぶ・らぶ - 織田（ショーグン）
- 椿組 '19夏  花園神社野外劇『芙蓉咲く路地のサーガ』 - 浜村龍造 役
- GOZEN 狂乱の剣 - 小松原烈山 役 

2020年
- メアリ・スチュアート - ポーレット 役
- R.U.P『あずみ 戦国編』 - 老師・月斎 役

2021年
- オフィッスコットーネプロデュース『墓場なき死者』
- 椿組'21年夏 花園神社野外劇『貫く閃光、彼方へ』
- 湊横濱荒狗挽歌〜新粧、三人吉三。（みなとよこはまあらぶるいぬのさけび〜しんそう、さんにんきちさ。） - 弁才三郎 役

2022年
- 演劇の毛利さん Vol.1『天使は桜に舞い降りて』 - 老侍 役 
- ゴツプロ！『十二人の怒れる男』 - 陪審員第3号 役
- 椿組'22年夏 花園神社野外劇『夏祭・花之井哀歌』
- オフィッスコットーネプロデュース『加担者』

2023年
- 椿組 '23年春公演『まっくらやみ・女の筑豊（やま）』
- PARCO劇場開場50周年記念シリーズ 夜叉ヶ池 - 湯尾峠の万年姥 役/穴隈鉱蔵 役
- 椿組'23年夏 花園神社野外劇『丹下左膳'23』
- 蒲田行進曲完結編・銀ちゃんが逝く - 中村屋喜三郎 役

2024年
- 熱海殺人事件 - 木村伝兵衛 役
- ミュージカル『刀剣乱舞』陸奥一蓮（みちのおく ひとつはちす） - 阿弖流為 役
- 劇走江戸鴉〜チャリンコ傾奇組〜
- ティーファクトリー『路上7 インパーフェクト・デイズ』

2025年
- きたやじ オン・ザ・ロード〜いざ、出立!!篇〜
- OFFICE SHIKA PRODUCE『世界は密室でできている。』

### その他
- JACまつり（1982年） - 殺陣・ダンス・他
- JACフェスティバル（1982年） - 殺陣・ダンス・他
- 全日本空手道選手権大会（1982年） - 演舞
- 志穂美悦子コンサート（1983年） - ダンサー・他
- tpt Vol.19『署名人 / マッチ売りの少女』 （1997年） - ファイティング（殺陣）指導
- tpt Vol.23『勝利 / 楽屋』（1998年）
- True West（2004年） - ファイティング（殺陣）指導
- 世田谷的演劇案内 Theater F（FM世田谷） 世田谷クリップ『新・雨月物語』のプロモーション（2008年）

### ナレーション
- KOSE ESPRIQUE「DRESS ON MOIST ROUGE篇」「BEAUTY SKINPACT篇」（2008年 - 2009年） - CMナレーション
- キリンビール「キリンゼロ」（2009年） - CMナレーション
- 魅惑の小京都気まま旅（2019年）[89]

### CM
- トヨタ自動車 カリーナ（1984年）
- 大鵬薬品 「ソルマック」（1991年）
- 講談社 北方謙三 新刊「抱影」（2010年） - ラジオCM

## 書籍

### 関連書籍
- 近代映画 別冊『ジャパン・アクション・クラブ12周年記念 JAC特集号』 （1982年、近代映画社）
- JAC写真集『Keep On Running 冒険の旅』（1983年、千葉プロモーション）
- 『酔いどれ侯爵』写真集（1985年）
- テレビジョンドラマ 別冊『ニューセレクション JAC '87』（1985年、放送映画出版）
- JAC －ジャパン・アクション・クラブ－（1990年、ケイブンシャ）
- 斎藤一夫写真集 第4集 シナリオ写真集『熱海殺人事件 〜モンテカルロ・イリュージョン〜』（1994年、メディアファクトリー）
- 斎藤一夫写真集 第5集 シナリオ写真集『飛龍伝'94 〜君は戦場、僕は恋〜』（1995年、メディアファクトリー）
- 斎藤一夫写真集 第6集 シナリオ写真集『蒲田行進曲 完結編〜銀ちゃんが逝く〜』（1995年、メディアファクトリー）
- 連続テレビ小説『ウェルかめ』ガイドブック（2009年、NHK出版）